# Schloss Nieder Bögendorf

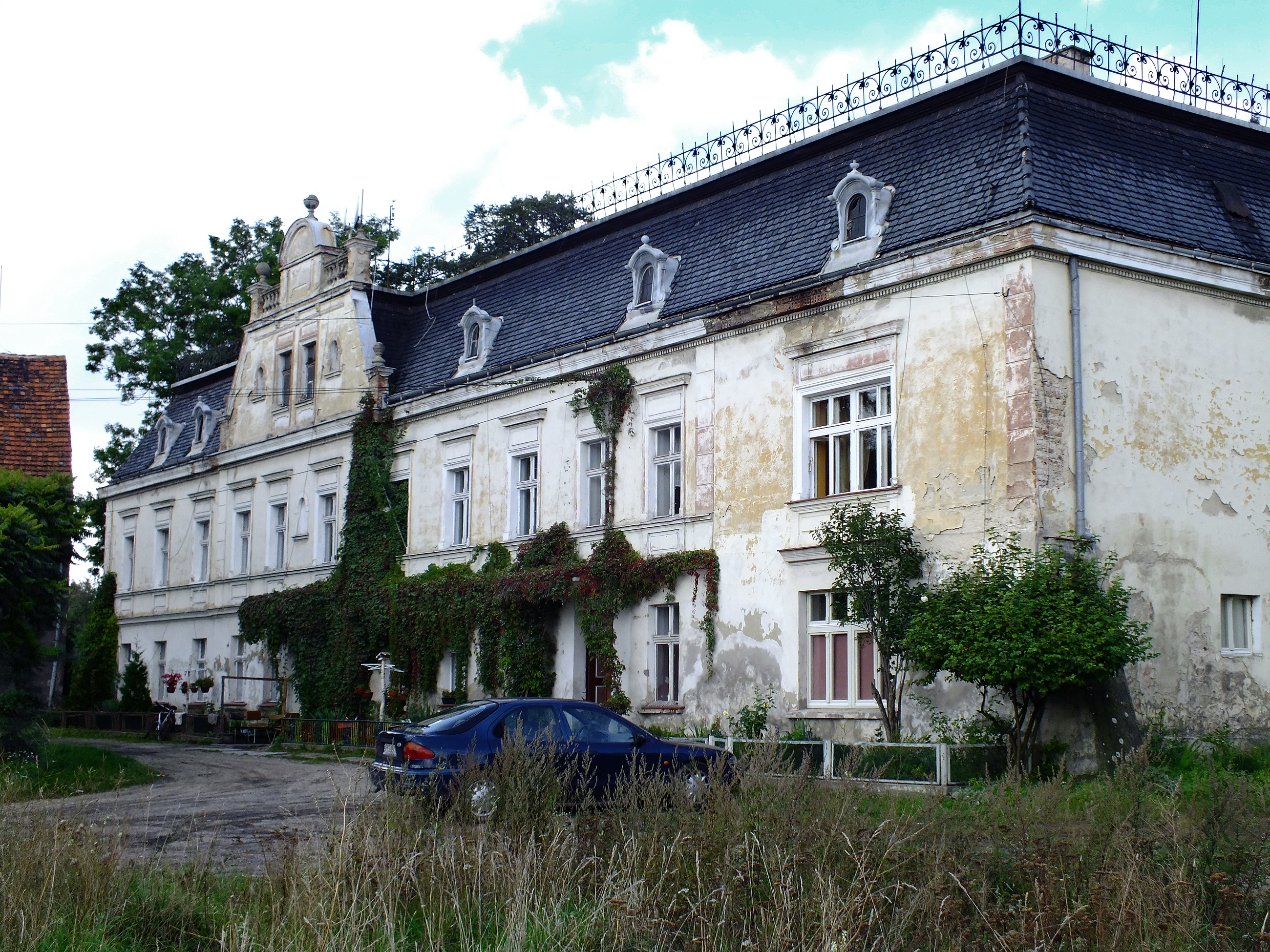
Wohngebäude

Das Schloss Nieder Bögendorf, früher auch Steckel-Schloss bzw. Villa Steckel genannt, (polnisch Pałac w Witoszowie Dolnym) ist ein altes Rittergut in Witoszów Dólny (deutsch Nieder Bögendorf), einem Dorf in der Landgemeinde Świdnica (Schweidnitz) im Powiat Świdnicki in der Woiwodschaft Niederschlesien in Polen. Seit 1996 steht es unter Denkmalschutz.

## Geschichte
Nieder Bögendorf war ein alter Rittersitz. 1550 besaß das Dominium Hans von Seidlitz auf Ludwigsdorf und 1594 Friedrich von Seidlitz auf Ludwigsdorf. Letzterer trat die Lehnshoheit 1635 an Mathäus von Püschel ab. Dessen Tochter Rosina Katharina heiratete Jakob Schober. 1749 starb der Lehnsherr auf Bögendorf Ernst Sigismund Schober, Apotheker und Patrizier in Schweidnitz, seit 1724 Kirchendeputierter und Rechtskonsulent des evangelischen Kirchenkollegiums. Von den Schobern hat die Lehnsgerechtigkeit Hubert von Prentner auf Zilzendorf erkauft. 
Im Siebenjährigen Krieg legte 1762 König Friedrich II. von Preußen sein Hauptquartier von Peterswaldau in das Bögendorfer Schloss. 1785 war der Lehensmann Johann Gottlieb Wengler. Seit 1789 war das ritterliche Lehngut in Besitz der Familie Steckel und wurde daher auch Steckel-Schloss genannt. Das Rittergut wurde Ober Bögendorf zugeschlagen. Es bildete einen eigenen Gutsbezirk mit 441 ha. Der Besitz wurde in zwei Vorwerke geteilt mit einem herrschaftlichen Schloss. Verwalter war ein Hauptmann Wytschetzki.

## Gebäude
Möglicherweise bestand bereits im 16. Jahrhundert ein erster Vorgängerbau. Er wurde im Laufe der Geschichte häufig umgebaut und erweitert. Das heutige palastartige Wohngebäude wurde Ende des 19. Jahrhunderts auf rechteckigen Grundriss errichtet und besitzt zwei Etagen. Auf der Nordwestseite sind Reste eines alten Wassergrabens erhalten. Das Anwesen ist von Wirtschaftsgebäuden umgeben. Eine Scheune trägt die Aufschrift G.F.S. 1806.